# Francisco Álvarez de Velasco y Zorrilla
Francisco Álvarez de Velasco y Zorrilla (Santa Fé, 1647 – Madrid, 1708) è stato un poeta colombiano.
Fu ambasciatore di Santa Fé a Madrid, ove conobbe suor Juana Inés de la Cruz cui dedicò l'opera Rhytmica sacra, moral y laudatoria.